# Гераклід Понтійський
Гераклі́д Понті́йський (IV століття до н. е.) — учень Платона й Аристотеля, філософ і історик, автор багатьох творів з етики, а також біографій.
Численні і різноманітні з тематики твори Геракліда до нас не дійшли, але судячи з висловів пізніших авторів, він писав на етичні, фізичні, граматичні і естетичні теми. Його погляди на будову речовини є своєрідним синтезом переконань Емпедокла і Демокріта. Подібно до першого з них, він вважав, що речовина складається з чотирьох стихій, між якими діють дві сили — Любов і Ворожнеча. Але самі ці стихії він вважав такими, що складаються з найдрібніших частинок, аналогів демокрітівських атомів; Любов сприяє об'єднанню атомів одного і того ж елементу. Таким чином, на відміну від Демокріта Гераклід вважав, що між атомами діють далекодіючі сили. Іншою відмінністю від переконань атомістів є те, що Гераклід заперечував існування абсолютної порожнечі: він вважав, що світ заповнений найтоншою речовиною — ефіром.
Про його космологічні погляди відомо з повідомлень різних авторів, що збігаються одне з одним. Гераклід наблизився до уявлення про геліоцентричну будову Сонячної системи. Він учив, що Земля обертається навколо своєї осі, Меркурій і Венера обертаються навколо Сонця, яке у свою чергу обертається навколо Землі. Вважав, що зорі формою подібні до Землі, тобто є кулястими небесними тілами.